# Sitio de Oaxaca
Por Sitio de Oaxaca se entiende a los dos asedios militares sufridos por la ciudad de Oaxaca de Juárez, capital del Estado de Oaxaca, en México, durante la Segunda Intervención Francesa en México. El primero se desarrolló desde el 28 de diciembre de 1864, por parte de las tropas francesas, comandadas por Courtois-d'Hurbal y luego por Aquiles Bazaine. El 9 de febrero de 1865, tras varias semanas de asedio y ya sin municiones ni víveres, Porfirio Díaz, comandante de la plaza liberal, se rindió y la ciudad cayó en sus manos. En enero de 1867 aconteció el segundo sitio de Oaxaca, pero esta vez los franceses eran los sitiados, y Díaz era el comandante liberal que atacó la ciudad. El 16 de marzo, los franceses fueron expulsados de Oaxaca.
- Datos: Q6130123